# Pfarrkirche Tigring

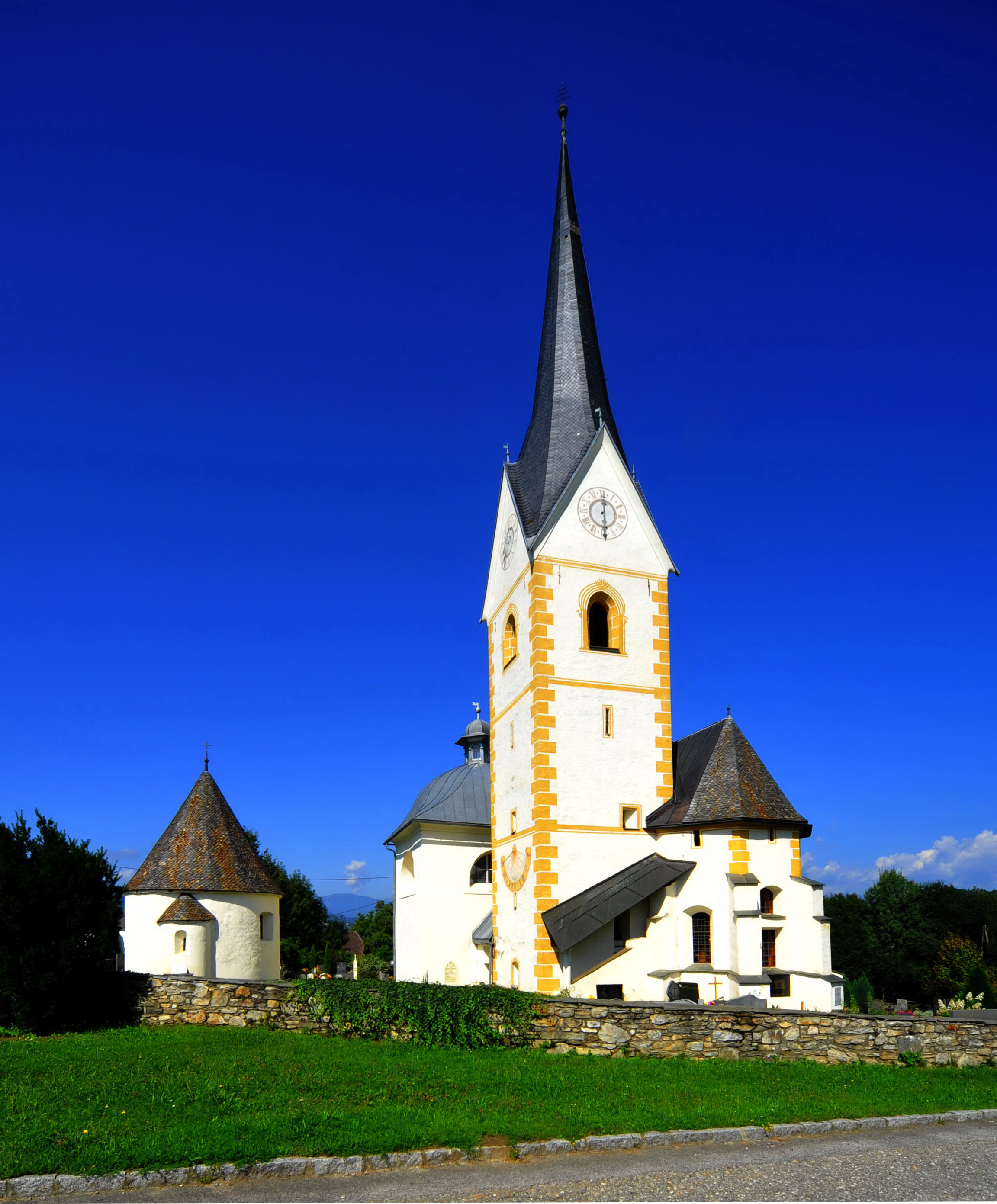

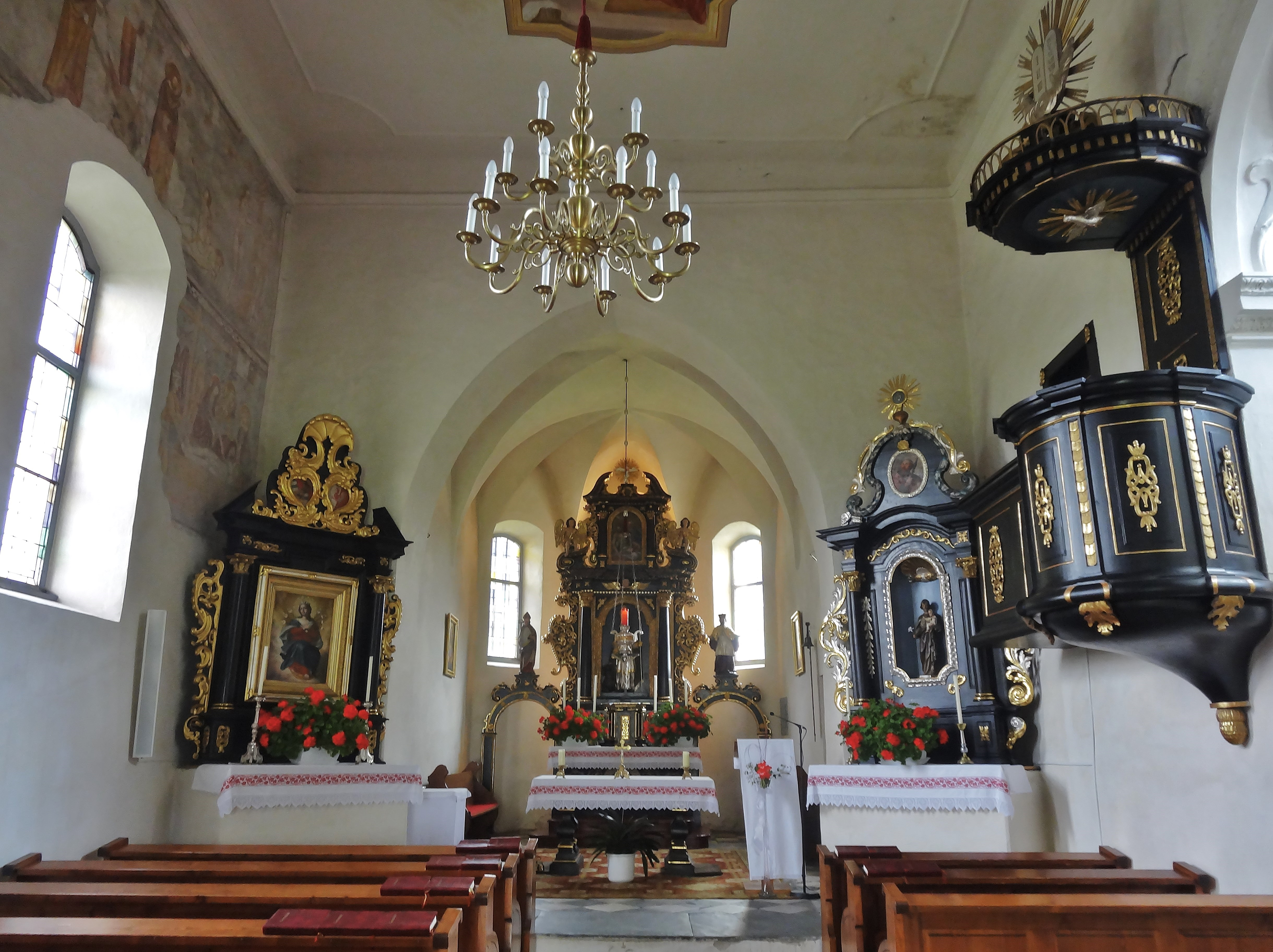
Innenansicht der Pfarrkirche

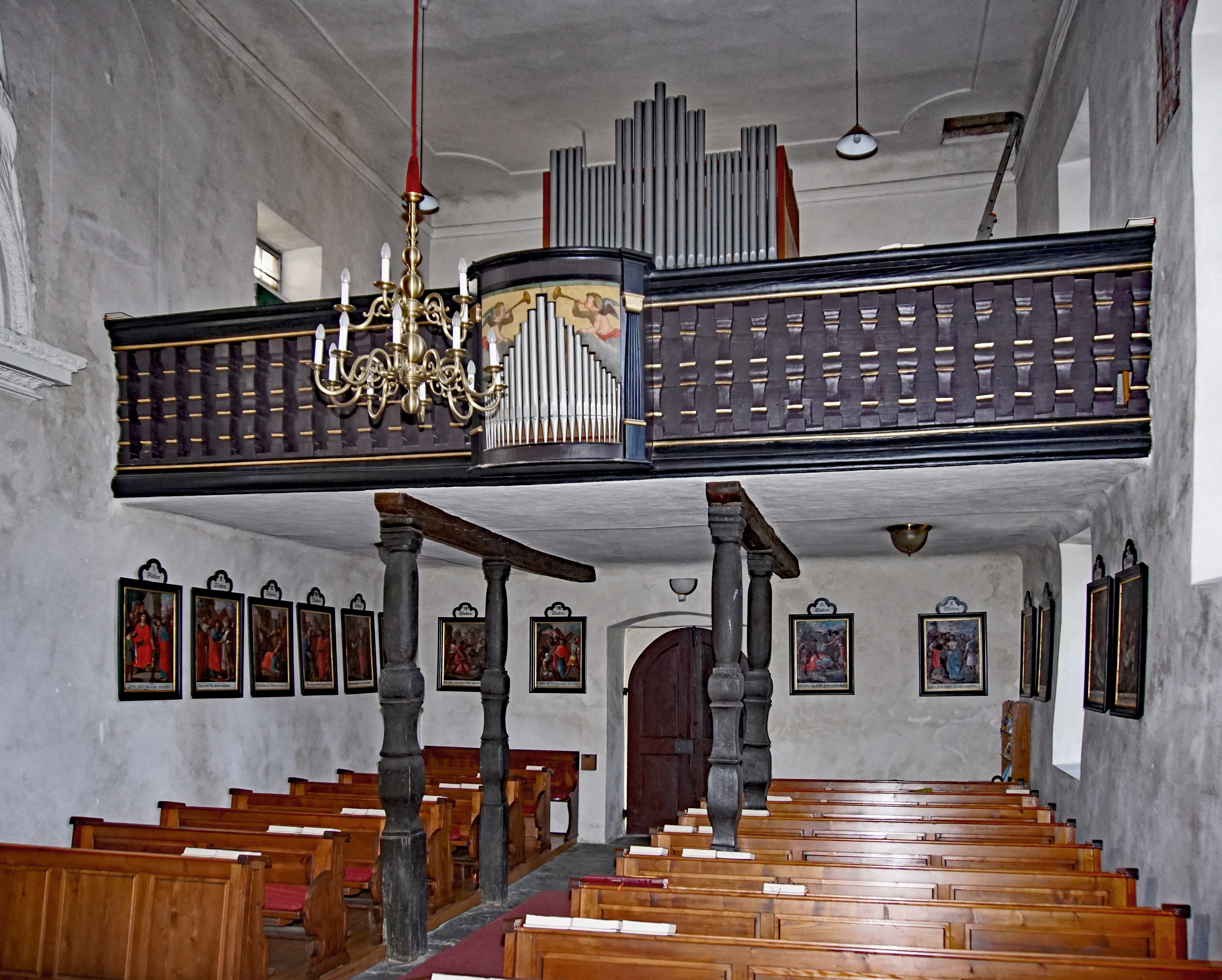
Blick zur Orgelempore

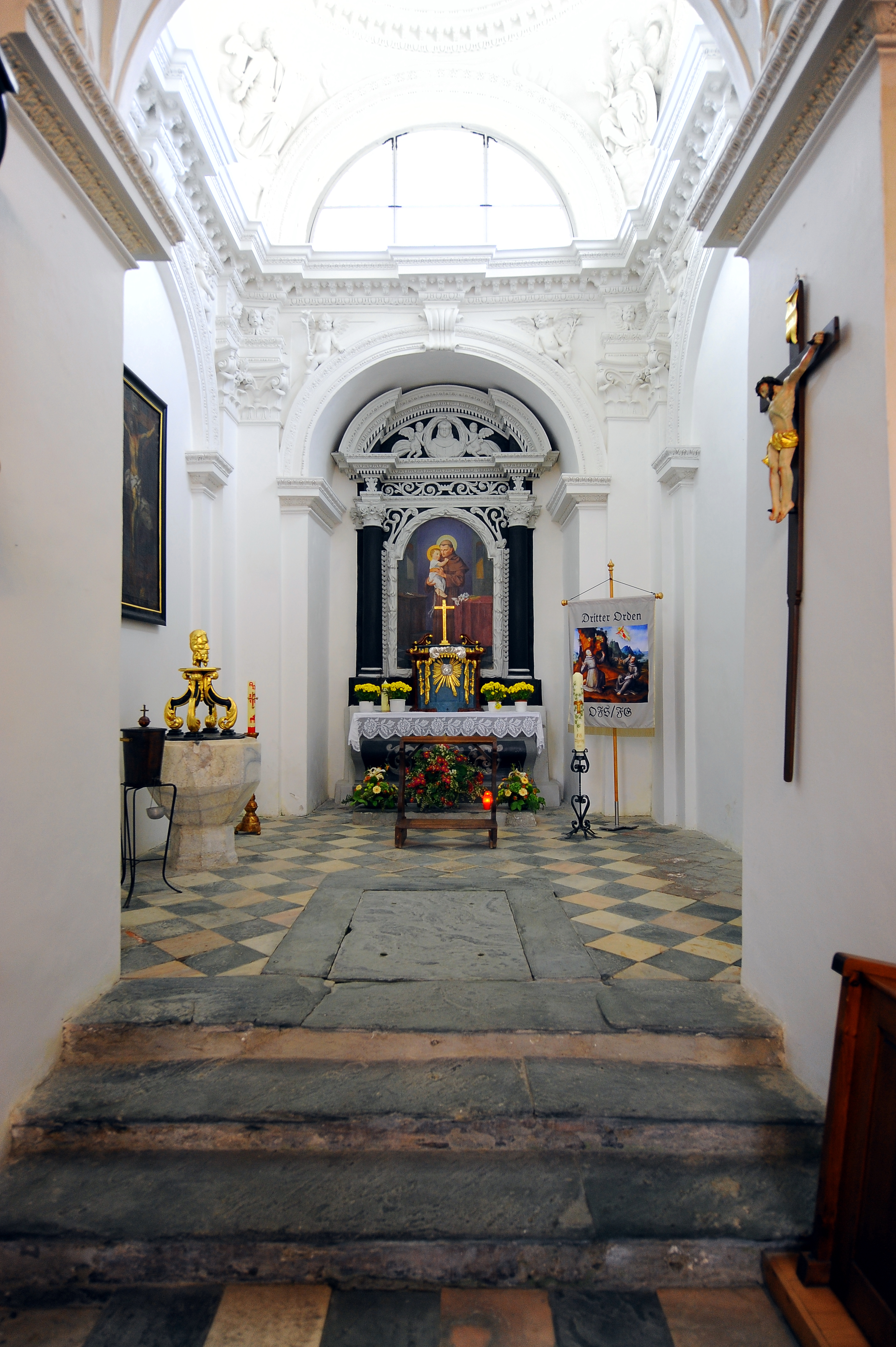
Antoniuskapelle

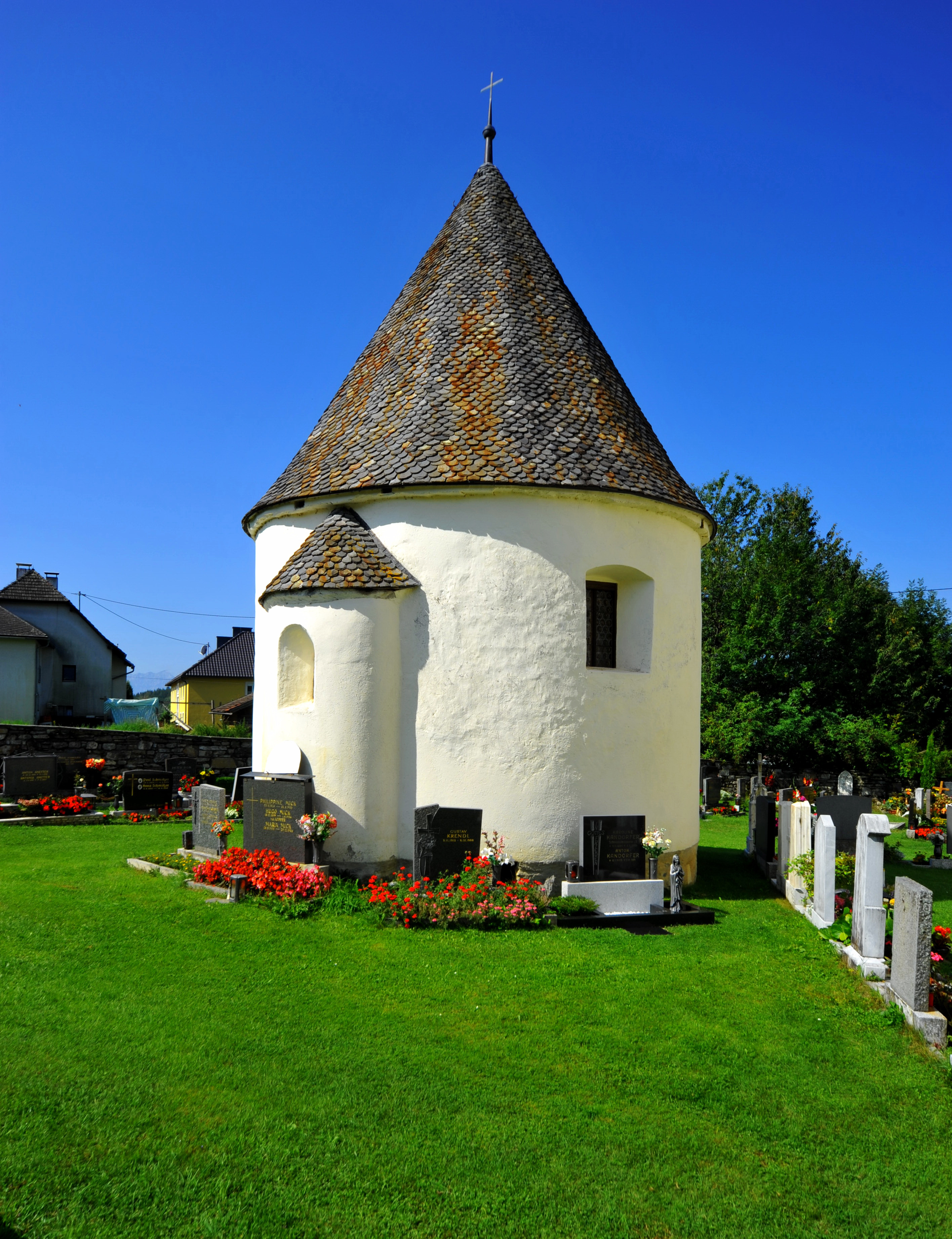
Karner

Die Pfarrkirche Tigring ist dem heiligen Egydius geweiht. Sie steht erhöht über der Ortschaft Tigring in der Gemeinde Moosburg.  Zu dieser Pfarre gehören die Filialkirchen von Faning, Freudenberg und Nußberg.

## Geschichte
Die Pfarre wurde laut Urkunde 1136 gegründet und die Kirche geweiht.

## Bauwerk
Die heutige Kirche ist ein gotischer Bau des 14. Jahrhunderts mit baulichen Umgestaltungen der Barockzeit. Mehrfach abgetreppte Strebepfeiler stützen den Chor mit Fünfachtelschluss. Von der ehemaligen Wehrhaftigkeit der Kirche zeugen das Wehrobergeschoß von Chor und Turm, beim Chor vermutlich nachträglich aufgesetzt. Der südseitige Sakristeiturm mit spitzbogigen Schallöffnungen, Schießscharten und einer Sonnenuhr wird von einem Spitzhelm bekrönt. Die Freitreppe an der Ostwand des Turmes ist mit 1797 bezeichnet. An die Südseite des Langhauses wurde 1670 die barocke Antoniuskapelle mit einem Haubendach und Laterne angebaut. Man betritt die Kirche von Westen durch ein profiliertes Spitzbogenportal.
Über dem Saallanghaus spannt sich eine flache, barocke Putzdecke mit einem Deckengemälde der Heiligen Dreifaltigkeit über der Orgelempore und der Verkündigung an Maria über der Langhausmitte (um 1845, Christoph Brandstätter zugeschrieben). Die Orgelempore mit Balustradenbrüstung und Orgelerker steht auf Holzbalustern. Der hohe spitzbogige Triumphbogen verbindet das Langhaus mit dem leicht eingezogenen, gotischen Chor. Die Rippen des Kreuzgratgewölbes im Chor wurden abgeschlagen. Die mit G. E. V. T. bezeichnete Kartusche am Eingang zur Antoniuskapelle weist auf Georg Ernst von Teutenhofen, den Erbauer der Kapelle, hin. Die Kuppelwölbung der Antoniuskapelle ist mit Stuck aus der Erbauungszeit (1670) ausgestattet. Im Turmerdgeschoß befindet sich die Sakristei, darüber ein Ende des 18. Jahrhunderts eingerichtetes Oratorium, für das ein Fenster in den Chorraum ausgebrochen wurde.
1948 wurden an der Nordwand Fresken aus der zweiten Hälfte des 14. Jahrhunderts freigelegt. Von links ausgehend ist die Darstellung des heiligen Christophorus, der Sturz Luzifers durch den Erzengel Michael, die Erschaffung Evas aus dem Körper Adams, Adam und Eva unter dem Baum der Erkenntnis sowie die Grablegung Christi zu sehen. 

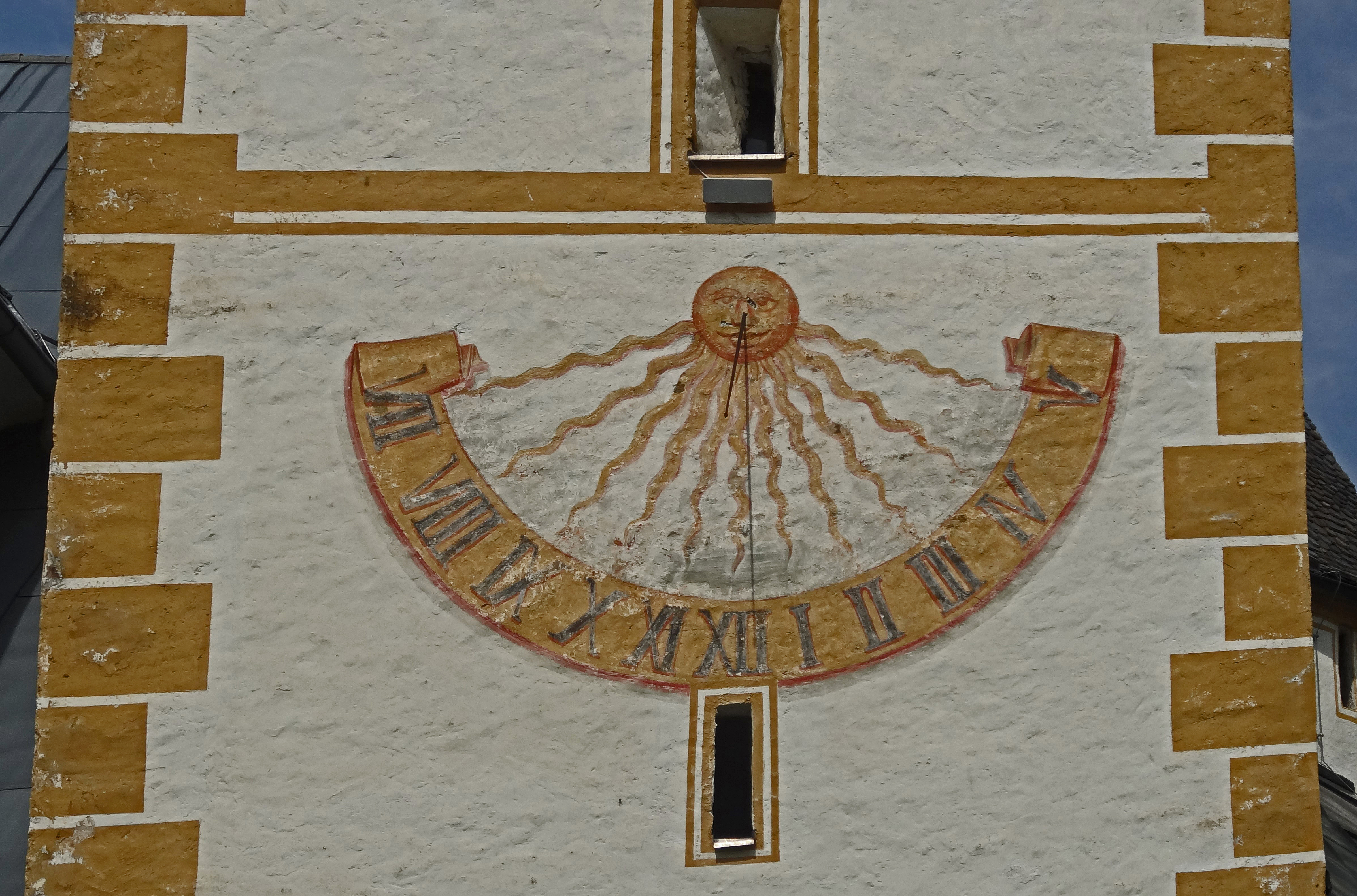
Sonnenuhr am Turm
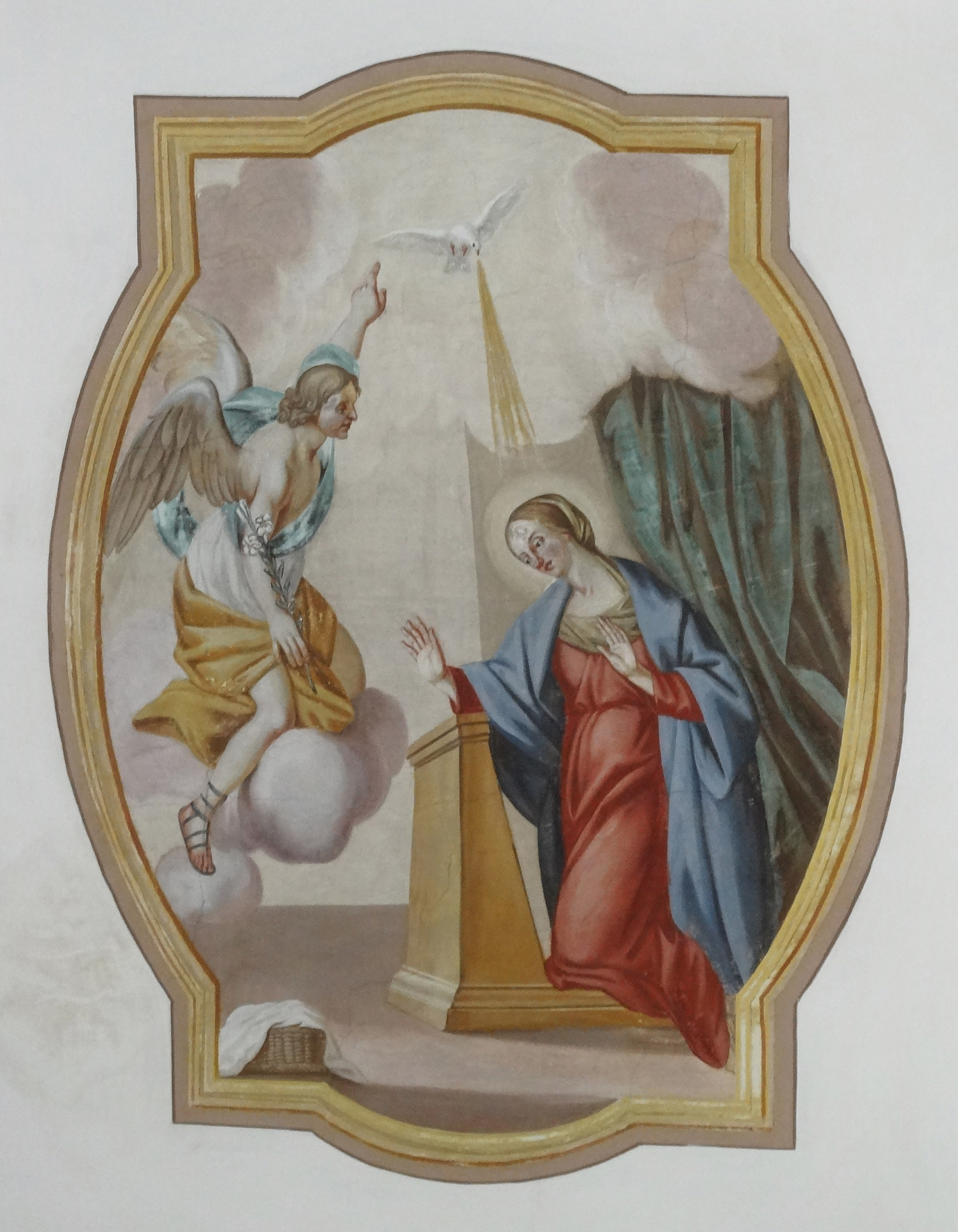
Das Deckenfresko in der Langhausmitte
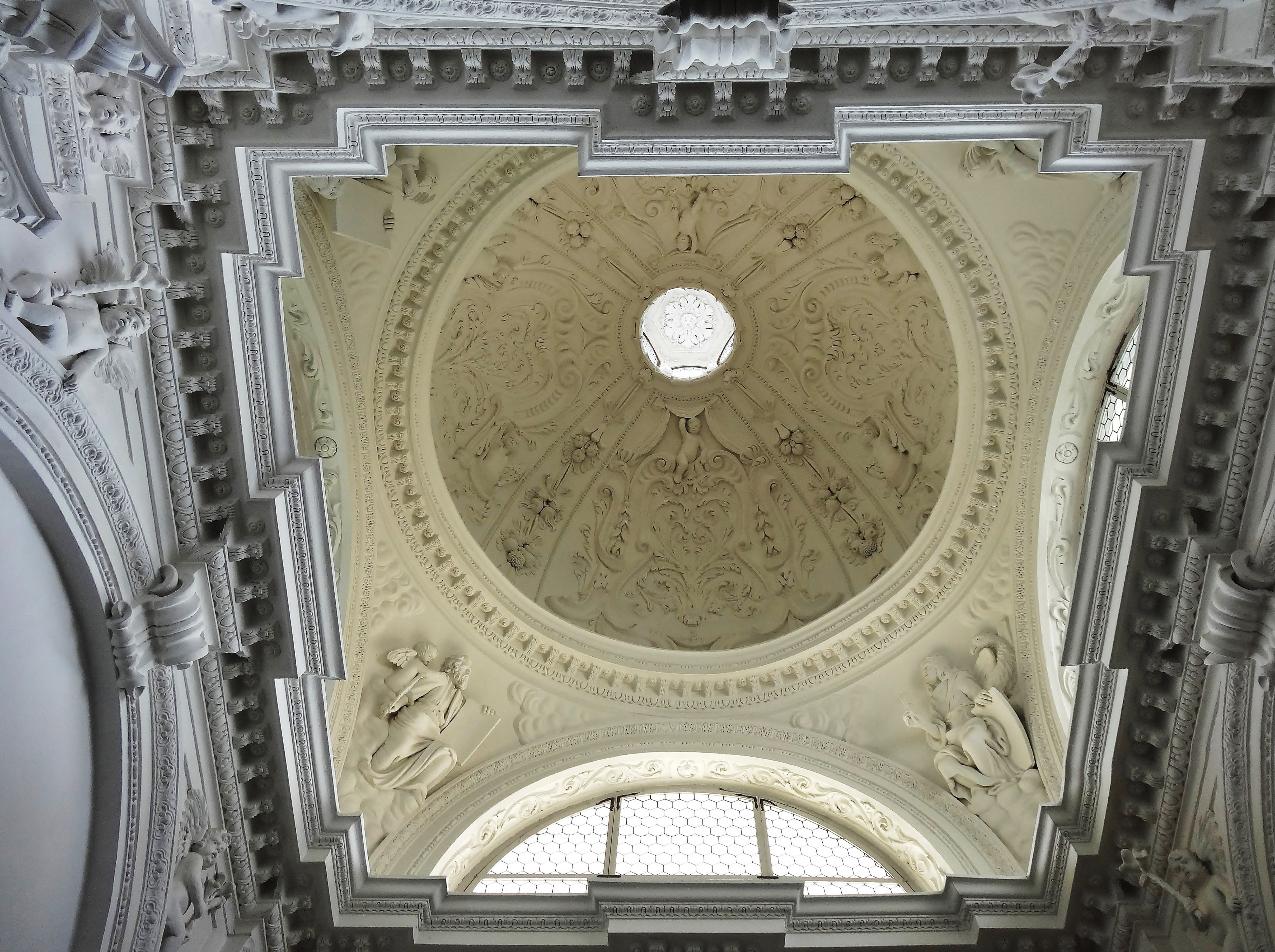
Blick in die Kuppel der Antoniuskapelle
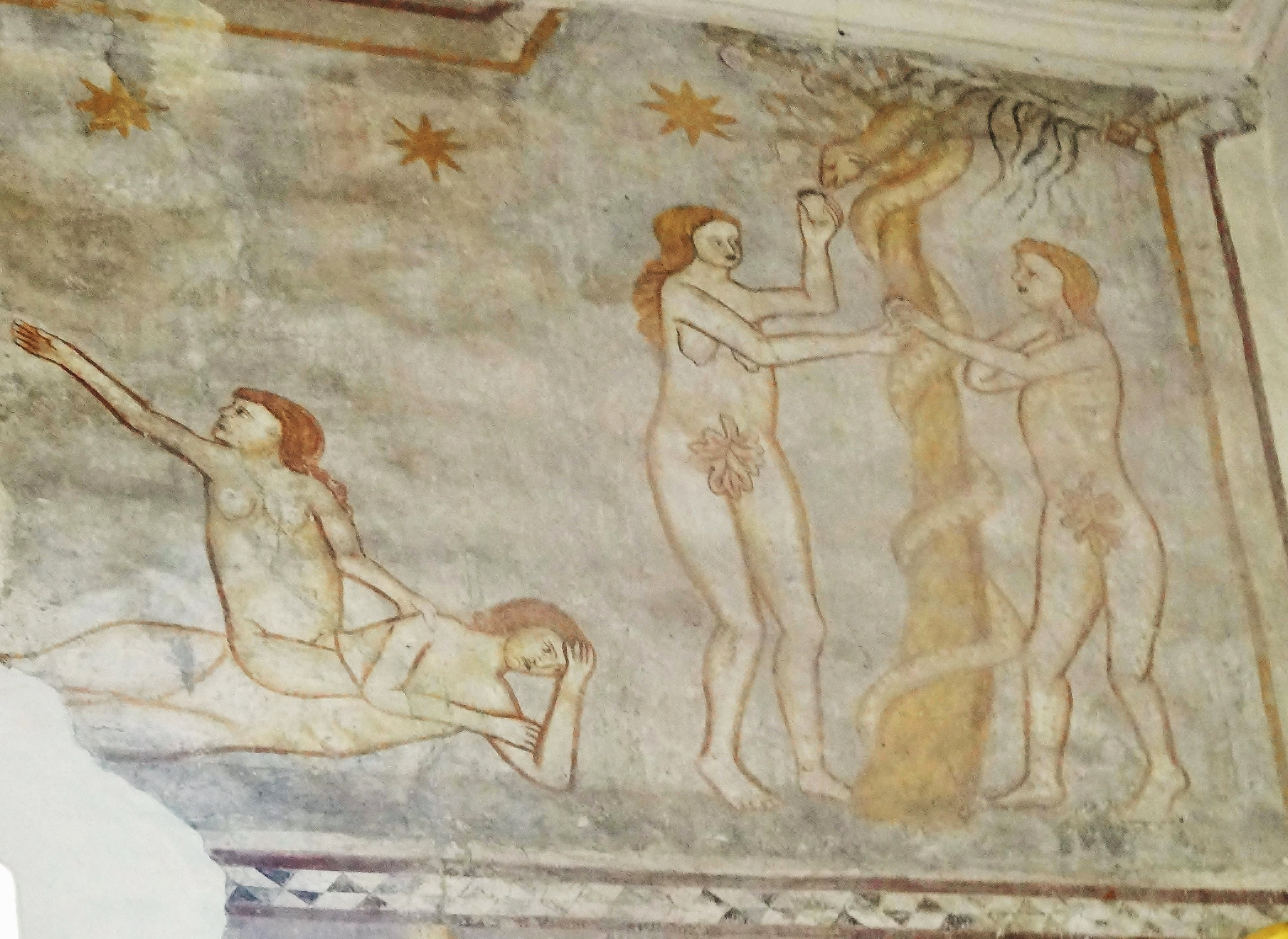
Teilansicht der Fresken an der Nordwand

## Einrichtung
Der um 1680 entstandene, Hochaltar mit Knorpelwerk besteht aus einer Ädikula über einem hohen Sockel, einer kleinen Ädikula zwischen Voluten als Aufsatz, seitlichen Ohren sowie Opfergangsportalen aus späterer Zeit. Der Altar trägt die Statue des heiligen Egydius, das Oberbild stellt einen Gnadenstuhl dar.
Das Altarblatt des um 1680 gefertigten, linken Seitenaltars zeigt eine thronende Madonna mit Lilien, im Aufsatz das Wappen der Familie Teutenhofen-Lamberg.
Der rechte Seitenaltar stammt vom Anfang, die Kanzel aus dem letzten Viertel des 18. Jahrhunderts.
Der um 1660 entstandene Altar in der Antoniuskapelle wurde 1933 nach einem Brand erneuert. 
Der achteckige, gotische Taufstein aus hellem Marmor besitzt einen holzgeschnitzten, schwarz- und goldgefassten Deckel, aus dem 17. Jahrhundert, der das goldgefasste Haupt Johannes des Täufers trägt.
An der Langhausnordwand hängt ein um 1600 geschnitztes Kruzifix. Zur weiteren Einrichtung gehören Kreuzweg-Gemälde.

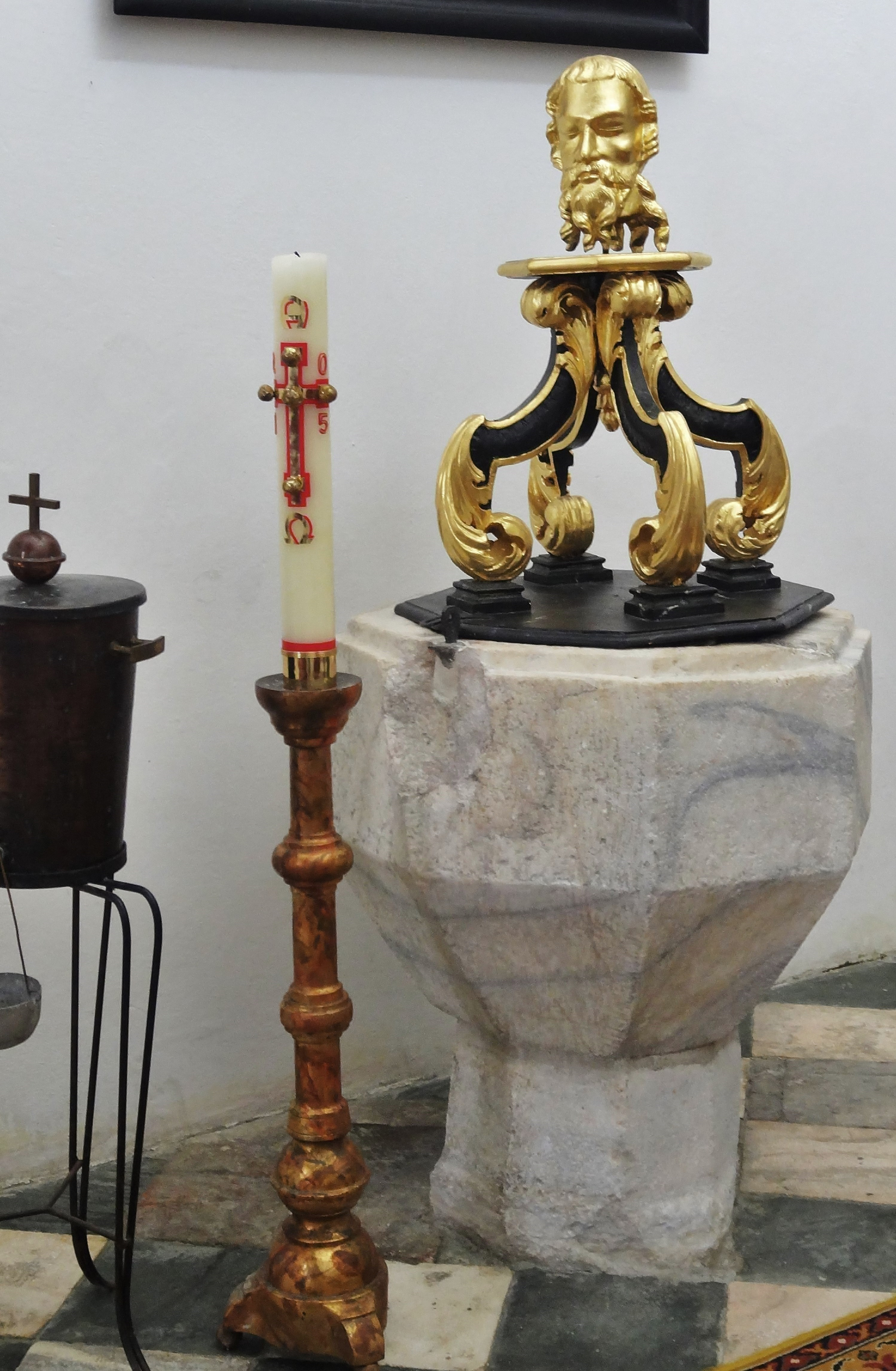
Der Taufstein

## Karner
Der romanische Karner im Friedhof südlich der Kirche dient heute als Aufbahrungshalle. Der zweigeschoßige Rundbau mit kleiner Halbkreisapsis und einem Steinplattl-gedeckten Kegeldach stammt aus der Mitte des 12. Jahrhunderts.